# Naomi Watts
Naomi Ellen Watts (Shoreham, Inglaterra, 28 de septiembre de 1968) es una actriz británica. Conocida por interpretar personajes dramáticos en películas independientes; ha sido candidata en dos ocasiones a los Premios Óscar, a un Premio Primetime Emmy y a dos Premios Globo de Oro.
Comenzó su carrera en la televisión australiana, donde apareció en anuncios y series; la telenovela Home and Away, la galardonada miniserie Novias de Cristo y la comedia ¡Oye, papá ...! En el cine, debutó en Mulholland Drive (2001), a la que siguieron proyectos como The Ring (2002), la doblemente nominada a los Oscar 21 gramos (2003), King Kong (2005) o Lo imposible (2012), que le valió su segunda nominación al Óscar como mejor actriz. Ha trabajado con directores como David Lynch, Peter Jackson, Woody Allen, Alejandro González Iñárritu, Gus Van Sant, James Ivory, Clint Eastwood y Juan Antonio Bayona.

## Primeros años
Watts nació en Shoreham, Kent, Inglaterra, donde vivió hasta los ocho años. Sus padres, Gilette Edwards Braun (vendedora de antigüedades y diseñadora de ropa galesa) y Peter Watts (chapista de giras e ingeniero de sonido inglés del grupo Pink Floyd que aparece en la carátula trasera del álbum Ummagumma con camisa blanca), se separaron cuando ella tenía cuatro años.
Poco después, su madre se trasladó con el resto de la familia a la localidad de Llangefni (concretamente, a uno de sus distritos, llamado Llanfawr), al noroeste de Gales, donde vivirían con sus abuelos, Hugh y Nikki Roberts. Aunque su madre se trasladaba algunas veces a Gales e Inglaterra, por sus noviazgos Naomi Watts terminaba volviendo a Llangefni.
Al cumplir los catorce años y durante un viaje a Australia, su madre se dio cuenta de que era "la tierra de las oportunidades", y se trasladaron a Sídney en 1982. Su abuela, Nikki, era australiana, así que no fue difícil obtener la documentación necesaria; desde entonces, Naomi y su familia son ciudadanos australianos. Naomi describe a su madre como una hippie con tendencias "pasivo-agresivas" que amenazaba con enviarla junto con su hermano Ben (un año mayor que ella y ahora fotógrafo en los Estados Unidos) al cuidado de sus abuelos, pues no tenía dinero para poder hacerse cargo de ellos, después de la muerte de su padre. Sobre su nacionalidad, Watts ha dicho:

Me considero británica y tengo recuerdos muy felices del Reino Unido. Pasé los primeros 14 años de mi vida en Inglaterra y Gales, y nunca quise marcharme. Cuando estaba en Australia, regresaba a Inglaterra a menudo.

Me considero muy australiana y muy ligada a Australia, de hecho, cuando la gente me pregunta dónde está mi hogar, digo Australia, porque ahí es donde están mis mejores recuerdos.

Una vez en Sídney, asistió a la high school de Mosman. Fue a varios institutos, entre ellos el North Sydney Girls High School, donde fue compañera de clase de Nicole Kidman, de la que todavía es buena amiga. En 1986, hizo un paréntesis y se marchó a Japón para trabajar como modelo, pero la experiencia, que duró unos cuatro meses, fue poco fructífera, ya que Watts no cumplía los requisitos físicos necesarios para ser una modelo de pasarela, y debía conformarse con trabajar en promociones, lo que no le agradaba mucho. Watts dice que fue una de las peores etapas de su vida. Tras regresar a Australia, se fue a trabajar a unos grandes almacenes, y después trabajó como asistente de moda para una revista de modas australiana. Una invitación casual para trabajar en un taller de teatro reactivó su pasión por la actuación, y la motivó a dejar su trabajo y a dedicarse a la interpretación.[cita requerida]

## Carrera

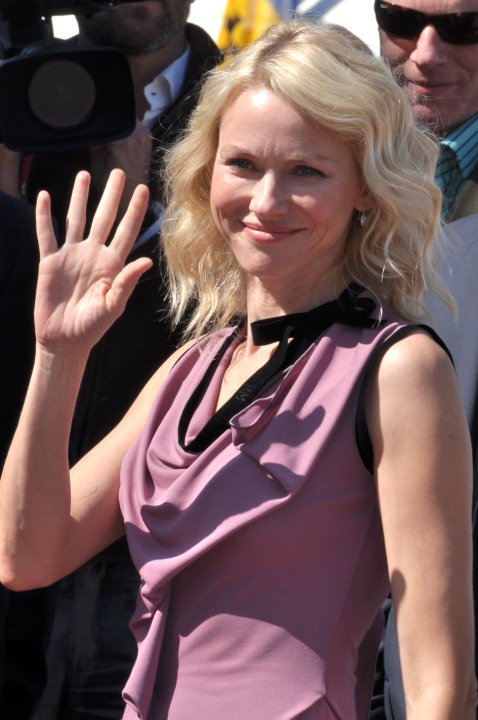
Durante el pase de fotos de Fair Game, en el Festival de Cannes, de 2010.

### Primeros trabajos (1986-2000)
Watts inició su carrera en series de televisión australianas (Home and Away, Brides of Christ y Hey Dad..!.). Además, tuvo un papel secundario en la película australiana de 1991 Flirting junto a Nicole Kidman y a Thandie Newton, quienes también serían estrellas de Hollywood. Tuvo además un papel secundario en Tank Girl, en 1995.
En 1998, apareció en la película Dangerous Beauty, en un papel secundario, interpretando a "Guila de Lezze", pero el reparto contaba con estrellas de la talla de Catherine McCormack, Rufus Sewell o Jacqueline Bisset. Anduvo buscando papeles de calidad en Hollywood y finalmente actuó en series de bajo presupuesto como Sleepwalkers y Children of the Corn IV.

### Inicios en Hollywood (2001-2004)

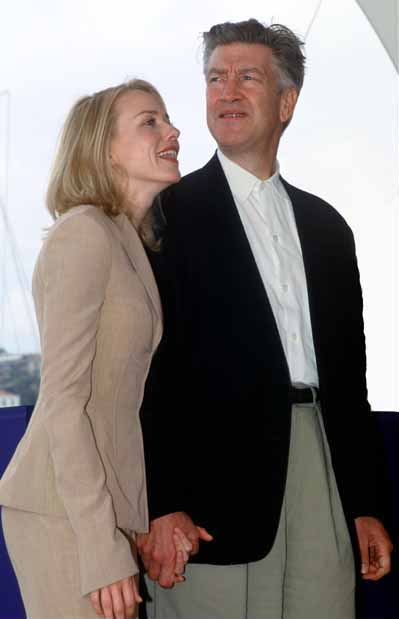
Watts con David Lynch en el Festival de Cine de Cannes, 2001.

Empezó a conseguir papeles para películas de Hollywood. Apareció en Mulholland Drive, película que la alzó a la fama y que se estrenó en 2001 en el Festival de Cine de Cannes, y ganó la de la Sociedad Nacional de Críticos de Cine a la mejor actriz y el National Board of Review como premio Breakthrough Performance del año. La película surrealista generó controversia, por sus escenas lésbicas. y en The Shaft, dirigida por el neerlandés Dick Maas, que obtuvo malas críticas. Habiendo trabajado con el director/guionista Scott Coffey en Mulholland Drive, Watts y él quedaron para trabajar juntos en la película Ellie Parker (2001).
En 2002, protagonizó la película de terror, The Ring, la versión estadounidense de la película japonesa. El año siguiente protagonizó la película Ned Kelly, junto con Heath Ledger, Orlando Bloom y Geoffrey Rush; además, apareció en Le Divorce, junto con Kate Hudson. Luego, en 2003, protagonizó 21 gramos, de Alejandro González Iñárritu, junto a Benicio del Toro y Sean Penn, en la que ganó varias nominaciones a los Premios Óscar y Premio BAFTA a la mejor actriz.
En 2004 Watts tuvo un papel de apoyo en la película Extrañas coincidencias, donde actuó junto con la actriz Isla Fisher y Jude Law. Poco después, produjo y protagonizó We don't live here anymore, que fue bien acogida por los críticos. También actuó en El asesinato de Richard Nixon junto a Don Cheadle y de nuevo Sean Penn.

### Éxito comercial (2005-2020)

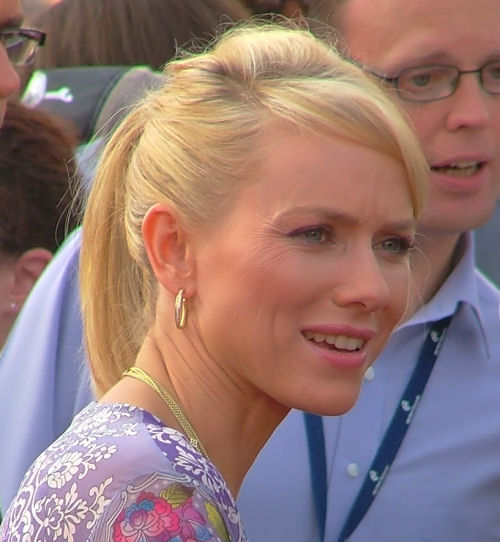
Watts en el estreno de King Kong, 2005.

Más tarde y en 2005, tras pasar mucho tiempo rodando King Kong, finalmente llegó a los cines. Dirigida por Peter Jackson, ha sido la película más comercial de Watts en toda su trayectoria cinematográfica. Ese mismo año rechazó el papel que le ofrecieron en Los 4 Fantásticos, que finalmente interpretaría Jessica Alba.
En 2006, protagonizó El velo pintado, un film dirigido por John Curran y con un reparto compuesto por Edward Norton y Liev Schreiber.
En 2007, se estrenó Promesas del este, drama dirigido por David Cronenberg que Watts protagoniza junto a Viggo Mortensen y a Vincent Cassel. Durante el rodaje de la misma, descubrió que estaba embarazada de su primer hijo.
Fue en 2008 cuando se estrenó la versión estadounidense Funny Games, dirigida por Michael Haneke, el mismo que creó la versión original alemana. En ambas aparece Tim Roth. En abril de 2009, se estrenó The International - Dinero en la sombra, un thriller donde Watts apareció al lado de Clive Owen.

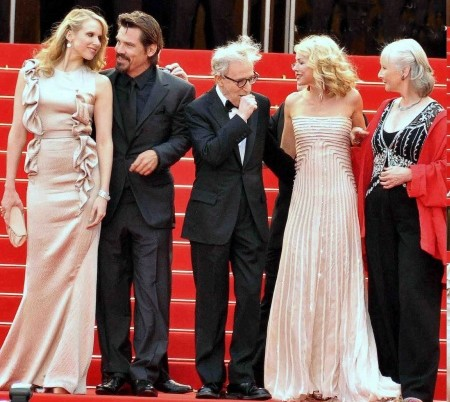
Watts junto a Lucy Punch, Josh Brolin, Woody Allen y Gemma Jones, en el estreno de Conocerás al hombre de tus sueños, en el Festival de Cine de Cannes.

Además, la prensa la llama "La reina de los remakes" (The queen of remakes, en inglés), puesto que ha aparecido en muchos. Actualmente, tienen en marcha la nueva versión de Los pájaros (1963), de Alfred Hitchcock, y la han llamado para aparecer en el papel que antaño interpretó Tippi Hedren.
En septiembre de 2009, presentó, en el Festival de Cine de Toronto y en el Festival de Cine de San Sebastián, la película Mother and Child, dirigida por Rodrigo García Barcha, hijo del escritor Gabriel García Márquez, cuyo reparto incluye a Annette Bening, Kerry Washington, Jimmy Smits y Samuel L. Jackson. Por su actuación en la misma, fue nominada al premio AFI y al premio Independent Spirit Award como mejor actriz. Fue presentada en enero de 2010 en el Festival de Cine de Sundance.
Finalizó Fair Game, filme dirigido por Doug Liman y protagonizado al lado de Sean Penn por el que recibió varias nominaciones a distintos premios y que la promovió, al igual que Conocerás al hombre de tus sueños, otro trabajo de Woody Allen presentado en el Festival de Cine de Cannes.
En 2010, terminó el rodaje de Dream House, un thriller dirigido por Jim Sheridan, que se estrenó en 2011 y lo protagonizan junto a Watts Daniel Craig y Rachel Weisz. Además, apareció en la película Movie 43, la cual cuenta con más 17 directores a cargo y que protagonizan, entre otros; Hugh Jackman, Gerard Butler, Kate Winslet, Liev Schreiber, Uma Thurman, Richard Gere y Kate Bosworth. La película no tuvo apoyo del público y fue masacrada por la crítica especializada.
En agosto de 2010, comenzó el rodaje de Lo imposible, una película dirigida por el español Juan Antonio Bayona protagonizada al lado de Ewan McGregor acerca del tsunami que en 2004 arrasó la costa de Tailandia.

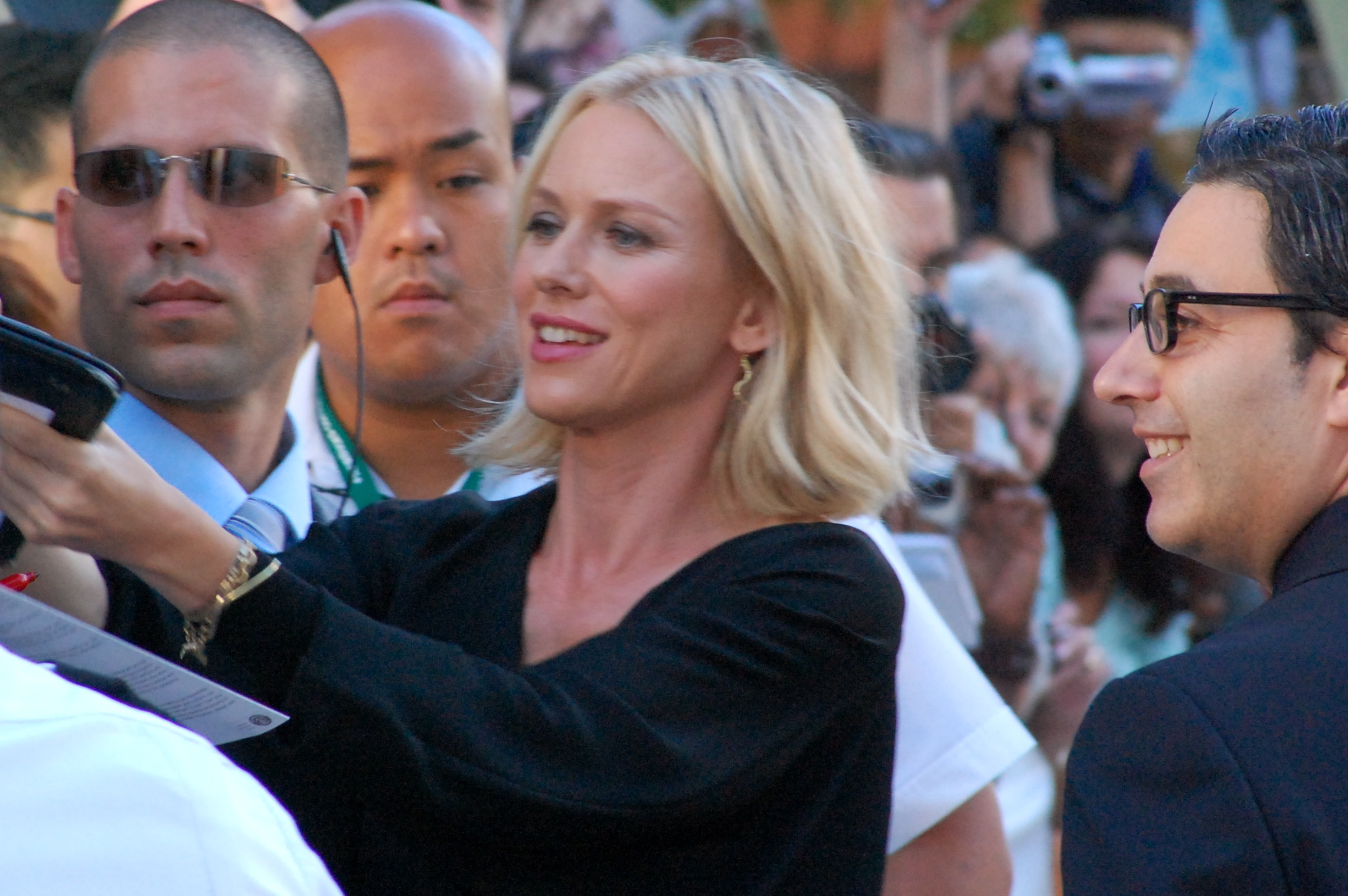
Watts firmando autógrafos durante el Festival de Cine de Toronto, en septiembre de 2009.

En junio de 2014, fue contratada para interpretar a Evelyn Johnson-Eaton en Insurgente.

## Vida privada

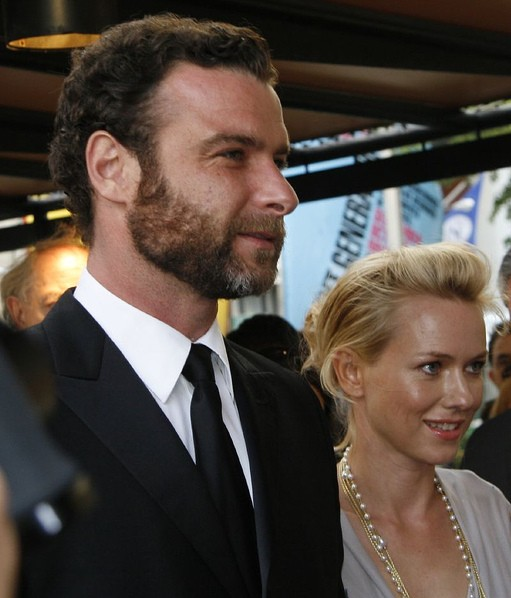
Watts con su expareja, Liev Schreiber.

Desde la primavera de 2005 y hasta septiembre de 2016, fue pareja del actor Liev Schreiber y tuvo dos hijos con el. El primero, Alexander "Sasha" Peter, nació el 25 de julio de 2007 en Los Ángeles, California, la segunda, Kai, nació el 13 de diciembre de 2008, en Nueva York. Además, en abril de 2010 comunicó en una entrevista que le gustaría ser madre por tercera vez, si le garantizaran que fuera una niña. Watts volvió a trabajar en The International - Dinero en la sombra después de dar a luz.
En septiembre de 2016 Naomi Watts y Liev Schreiber, anunciaron su separación, después de 11 años juntos.
Desde 2017 mantiene una relación con el actor Billy Crudup. Se casaron en junio de 2023.

### Trabajo humanitario
En 2006 Watts fue nombrada embajadora de buena voluntad del Programa Conjunto de las Naciones Unidas sobre el VIH/sida (ONUSIDA), un programa de las Naciones Unidas destinado a coordinar las actividades de los distintos organismos especializados de la ONU en su lucha contra el sida. Ella empleó su fama para hacer ver a la gente las necesidades de las personas que padecen dicha enfermedad. También ha participado en campañas destinadas a recaudar fondos.

## Filmografía
| Año  | Título                                  | Rol                                   |
| ---- | --------------------------------------- | ------------------------------------- |
| 1986 | For Love Alone                          | Novia de Leo                          |
| 1991 | Flirting                                | Janet Odgers                          |
| 1993 | Wide Sargasso Sea                       | Fanny Grey                            |
| 1993 | Matinee                                 | Joven estrella del carro de la compra |
| 1993 | Gross misconduct                        | Jennifer Carter                       |
| 1993 | The Custodian                           | Louise                                |
| 1995 | Tank Girl                               | Jet Girl                              |
| 1996 | Children of the Corn IV: The Gathering  | Grace Rhodes                          |
| 1996 | La sombra del intruso                   | Molly                                 |
| 1997 | Under the Lighthouse Dancing            | Louise                                |
| 1998 | Babe: Pig in the City                   | (Voces adicionales)                   |
| 1998 | The Christmas Wish                      | Renee                                 |
| 1998 | Dangerous Beauty                        | Guila De Lezze                        |
| 1998 | A House Divided                         | Amanda                                |
| 1999 | Strange Planet                          | Alice                                 |
| 2000 | The Wyvern Mystery (TV)                 | Alice Fairfield                       |
| 2001 | Mulholland Drive                        | Betty Elms/Diane Selwyn               |
| 2001 | Down                                    | Jennifer Evans                        |
| 2001 | Ellie Parker                            | Ellie Parker                          |
| 2001 | Never Date an Actress                   | La novia superficial                  |
| 2002 | The Ring                                | Rachel Keller                         |
| 2002 | Rabbits                                 | Suzie                                 |
| 2002 | Undertaking Betty                       | Meredith                              |
| 2003 | 21 gramos                               | Cristina Peck                         |
| 2003 | Le Divorce                              | Roxeanne de Persand                   |
| 2003 | Ned Kelly                               | Julia Cook                            |
| 2004 | Extrañas coincidencias                  | Dawn Campbell                         |
| 2004 | El asesinato de Richard Nixon           | Marie Andersen Bicke                  |
| 2004 | We Don't Live Here Anymore              | Edith Evans                           |
| 2005 | King Kong                               | Ann Darrow                            |
| 2005 | Stay                                    | Lila Culpepper                        |
| 2005 | The Ring Two                            | Rachel Keller                         |
| 2005 | Ellie Parker                            | Ellie Parker                          |
| 2006 | El velo pintado                         | Kitty Fane                            |
| 2006 | Inland Empire                           | Suzie Rabbit (voz)                    |
| 2007 | Promesas del este                       | Anna Khitrova                         |
| 2008 | Funny Games                             | Anne                                  |
| 2009 | The International - Dinero en la sombra | Eleanor Whitman                       |
| 2009 | Mother and Child                        | Elyzabeth                             |
| 2010 | Conocerás al hombre de tus sueños       | Sally                                 |
| 2010 | Fair Game                               | Valerie Plame                         |
| 2011 | Dream House                             | Ann Patterson                         |
| 2011 | J. Edgar                                | Helen Gandy                           |
| 2012 | Lo imposible                            | Maria                                 |
| 2013 | Movie 43                                | Samantha                              |
| 2013 | Adore                                   | Lil                                   |
| 2013 | Sunlight Jr.                            | Melissa                               |
| 2013 | Diana                                   | Diana, princesa de Gales              |
| 2014 | Birdman                                 | Lesley                                |
| 2014 | St. Vincent                             | Daka                                  |
| 2014 | While We're Young                       | Cornelia                              |
| 2015 | The Sea Of Trees                        | Joan Brennan                          |
| 2015 | The Divergent Series: Insurgent         | Evelyn Johnson-Eaton                  |
| 2015 | About Ray                               | Maggie                                |
| 2015 | Demolición                              | Karen                                 |
| 2016 | The Divergent Series: Allegiant         | Evelyn Johnson-Eaton                  |
| 2016 | The Bleeder                             | Linda                                 |
| 2016 | Shut In                                 | Mary Portman                          |
| 2017 | The Book of Henry                       | Susan Carpenter                       |
| 2017 | The Glass Castle                        | Rose Mary Walls                       |
| 2018 | Ophelia                                 | Gertrude / Mechtild                   |
| 2019 | Luce                                    | Amy Edgar                             |
| 2019 | The Wolf Hour                           | June Leigh                            |
| 2020 | Penguin Bloom                           | Sam Bloom                             |
| 2021 | Boss Level                              | Jemma Wells                           |
| 2021 | This Is the Night                       | Marie Dedea                           |
| 2021 | The Desperate Hour                      | Amy Carr                              |
| 2022 | Infinite Storm                          | Pam Bales                             |
| 2022 | Buenas noches, mamá                     | Mamá                                  |
| 2024 | The Friend                              | Iris                                  |
| 2024 | Emmanuelle                              | Margot                                |

| Año         | Título                          | Rol                  | Notas                                                     | Ref.          |
| ----------- | ------------------------------- | -------------------- | --------------------------------------------------------- | ------------- |
| 1987        | Hey Dad..!                      | Belinda Lawrence     | Papel secundario 2 episodios                              | [ 30 ]        |
| 1991        | Brides of Christ                | Frances Heffernan    | Papel secundario 5 episodios                              | [ 31 ]        |
| 1991        | Home and Away                   | Julie Gibson         | Papel secundario 19 episodios                             | [ 32 ]        |
| 1996        | El triángulo de las Bermudas    | Amanda               | Telefilme                                                 | [ 33 ]        |
| 1996        | Un gesto de amor                | Mary Chandler        | Telefilme                                                 | [ 34 ]        |
| 1997 - 1998 | Sleepwalkers                    | Kate Russell         | Personaje principal 9 episodios                           | [ 30 ]        |
| 1998        | The Christmas Wish              | Renee                | Telefilme                                                 | [ 35 ]        |
| 1999        | The Hunt for the Unicorn Killer | Holly Maddux         | Telefilme                                                 | [ 36 ]        |
| 2000        | The Wyvern Mystery              | Alice Fairfield      | Telefilme                                                 | [ 37 ]        |
| 2002        | The Outsider                    | Rebecca Yoder        | Telefilme                                                 | [ 38 ]        |
| 2014        | BoJack Horseman                 | Ella misma           | Invitada 1 episodio                                       | [ 39 ]        |
| 2017        | Twin Peaks                      | Janey-E Jones        | Papel secundario 2 episodios                              | [ 40 ]        |
| 2017        | Gypsy                           | Jean Holloway        | Papel principal 10 episodios                              | [ 41 ]        |
| 2019        | Bloodmoon                       | Cancelada            | Papel principal Piloto Fallido                            | [ 42 ] [ 43 ] |
| 2022        | The Watcher                     | Nora Miller Brannock | Papel principal 7 episodios                               | [ 44 ]        |
| 2024        | Feud: Capote vs. The Swans      | Babe Paley           | Papel principal 7 episodios, también productora ejecutiva | [ 45 ]        |
| 2025        | Too Much                        | Ann Ratigan          | 1 episodio                                                | [ 46 ]        |
| 2025        | All's Fair                      | Liberty Ronson       | También productora ejecutiva                              | [ 47 ]        |

| Año  | Título    | Rol              | Notas                 | Ref.   |
| ---- | --------- | ---------------- | --------------------- | ------ |
| 2005 | King Kong | Ann Darrow (voz) | Basada en la película | [ 48 ] |

## Premios y nominaciones
Premios Óscar
| Año  | Categoría    | Película       | Resultado |
| ---- | ------------ | -------------- | --------- |
| 2004 | Mejor actriz | 21 Grams       | Nominada  |
| 2013 | Mejor actriz | The Impossible | Nominada  |

Premios Globos de Oro
| Año  | Categoría            | Película       | Resultado |
| ---- | -------------------- | -------------- | --------- |
| 2012 | Mejor actriz - Drama | The Impossible | Nominada  |

Premios BAFTA
| Año  | Categoría    | Película | Resultado |
| ---- | ------------ | -------- | --------- |
| 2003 | Mejor actriz | 21 Grams | Nominada  |

Premios Primetime Emmy
| Año  | Categoría                            | Película                   | Resultado |
| ---- | ------------------------------------ | -------------------------- | --------- |
| 2024 | Mejor actriz - Miniserie o telefilme | Feud: Capote vs. The Swans | Nominada  |

Premios del Sindicato de Actores
| Año  | Categoría               | Película       | Resultado |
| ---- | ----------------------- | -------------- | --------- |
| 2003 | Mejor actriz            | 21 Grams       | Nominada  |
| 2012 | Mejor actriz            | The Impossible | Nominada  |
| 2014 | Mejor actriz de reparto | St. Vincent    | Nominada  |
| 2014 | Mejor reparto           | Birdman        | Ganadora  |

Premios de la Crítica Cinematográfica
| Año  | Categoría    | Película       | Resultado |
| ---- | ------------ | -------------- | --------- |
| 2003 | Mejor actriz | 21 Grams       | Nominada  |
| 2012 | Mejor actriz | The Impossible | Nominada  |

Premios Satellite
| Año  | Categoría    | Película  | Resultado |
| ---- | ------------ | --------- | --------- |
| 2003 | Mejor actriz | 21 Grams  | Nominada  |
| 2010 | Mejor actriz | Fair Game | Nominada  |

Premios Goya
| Año  | Categoría                                  | Película       | Resultado |
| ---- | ------------------------------------------ | -------------- | --------- |
| 2012 | Mejor interpretación femenina protagonista | The Impossible | Nominada  |

Festival Internacional de Cine de Venecia
| Año  | Categoría                           | Película  | Resultado |
| ---- | ----------------------------------- | --------- | --------- |
| 2003 | Premio Wella                        | 21 gramos | Ganadora  |
| 2003 | Premio de la audiencia-Mejor actriz | 21 gramos | Ganadora  |

Medallas del Círculo de Escritores Cinematográficos
| Año  | Categoría    | Película     | Resultado |
| ---- | ------------ | ------------ | --------- |
| 2012 | Mejor actriz | Lo imposible | Ganadora  |